# 田中千吉
田中 千吉（たなか せんきち、1885年（明治18年）3月 - 没年不詳）は、関東庁官僚。大連市長。

## 経歴
東京府出身。1910年（明治43年）、東京帝国大学法科大学政治学科を卒業。警視庁に入り、富坂警察署長、青山警察署長、三田警察署長を務めた。1913年（大正2年）、関東都督府秘書官に転じ、文書課長、地方課長、殖産課長を歴任。1923年（大正12年）、関東庁参事官・事務官となり、翌年に大連民政署長となった。
1930年（昭和5年）、大連市長に就任。退任後は、大連株式取引所理事長、大連商工会議所副会頭、大連市会議員、大連証券信託株式会社相談役などを務めた。

## 家族
- 父・田中熊吉（1850-）
- 母・シカ（1852-） ‐ 福井県士族・前田久七の三女
- 兄・田中文蔵  ‐ 娘婿に鈴木松雄
- 妻・清 ‐ 永井岩之丞の娘、大屋敦の妹